# Abbotsford (Skotsko)
Abbotsford je jedna z prvních velkolepých budov postavených na řece Tweed. Stavba byla postavena západním směrem od Melrose, jež je hraničním městem mezi Skotskem a Anglií, v letech 1812 až 1824. O investování stavby se postaral majitel v osobě spisovatele a básníka Waltera Scotta. O vzhled zase anglický architekt William Atkinson.
Dílo je otevřené veřejnosti a je součástí skotského historického bohatství. Ve sbírce děl lze najít až 9 000 svazků knih a několik význačných historických zbraní a relikvií.